# Anita (film)
Anita è un film documentario del 2012 diretto da Luca Magi, liberamente ispirato al trattamento inedito di Federico Fellini Viaggio con Anita.
Il film è stato presentato in concorso al 30° Torino Film Festival.